# 万山站
万山站位于黑龙江省尚志市一面坡镇万山村，是滨绥铁路沿线车站。距哈尔滨站181公里、绥芬河站367公里。建于1899年，原名萨莫哈瓦洛夫站。现隶属哈尔滨铁路局管辖，为四等站。